# Belkheir (Guelma)
Belkheir (arabisch بلخير) ist eine algerische Gemeinde in der Provinz Guelma mit 14.979 Einwohnern. (Stand: 1998)

## Geographie
Belkheir wird umgeben von Héliopolis im Norden, von Boumahra Ahmed im Osten und von Guelma im Westen.